# Rhantus antarcticus
Rhantus antarcticus is een keversoort uit de familie waterroofkevers (Dytiscidae). De wetenschappelijke naam van de soort is voor het eerst geldig gepubliceerd in 1854 door Germain.